# Шлаух, Лёринц
Лёринц Шлаух (венг. Schlauch Lörinc; 27 марта 1824, Арад, королевство Венгрия — 10 июля 1902, Надьварад, Австро-Венгрия) — австро-венгерский кардинал. Епископ Сатмара с 25 июля 1873 по 26 мая 1887. Епископ Надьварада с 26 мая 1887 по 10 июля 1902. Кардинал-священник с 16 января 1893, с титулом церкви Сан-Джироламо-дельи-Скьявони с 21 мая 1894.